# Alles steht Kopf
Alles steht Kopf (Originaltitel: Inside Out; englisch für: das Innere nach außen (gekehrt); sinngemäß: durcheinander) ist ein US-amerikanischer Computeranimationsfilm von Pixar, der am 18. Mai 2015 bei den Filmfestspielen von Cannes seine Premiere feierte. Die Regisseure sind Pete Docter, der bereits bei den Pixar-Filmen Die Monster AG und Oben Regie führte, sowie Ronaldo del Carmen als Koregisseur, der auch für die Story zuständig war. In den Vereinigten Staaten lief der Film am 19. Juni 2015 in den Kinos an, im deutschsprachigen Raum am 1. Oktober 2015. Der Film wurde vielfach ausgezeichnet, unter anderem im Rahmen der Oscarverleihung 2016 als Bester animierter Spielfilm. Der 2014 produzierte Kurzfilm Lava wurde in den Kinos als Vorfilm zu Alles steht Kopf gezeigt.

## Handlung
Mit Riley Andersens Geburt wird gleichzeitig ihre Emotionszentrale gestartet. Freude, ihre erste Emotion, betritt das Kontrollzentrum und Riley lächelt ihre Eltern an. Die erste Erinnerungskugel rollt in die Zentrale und wird abgespeichert. Kurz darauf taucht jedoch Kummer auf, woraufhin Riley anfängt zu weinen.
Rileys Kindheit prägen fortan fünf anthropomorph dargestellte Basisemotionen: Freude (gelb), Kummer (blau), Angst (lila), Wut (rot) und Ekel (grün). Unter Freudes Leitung führen sie Riley mithilfe eines Schaltpultes durch den Alltag. Freude sorgt dafür, dass Riley glücklich ist, Angst bewahrt sie vor Schäden und Verletzungen. Wut sorgt für Gerechtigkeit und Ekel dafür, dass Riley nicht krank wird. Nur Kummer scheint anfänglich keine echte Aufgabe zu haben und wird daher weitestgehend unterdrückt. Jede Erinnerungskugel leuchtet in der Farbe, die der zugrundeliegenden Emotion entspricht. Am Ende des Tages befördern sie die Kugeln über eine Rohrpost in das Langzeitgedächtnis. Fünf zentrale, gelbe Erinnerungskugeln werden im Kontrollraum aufbewahrt. Jede dieser Kernerinnerungen erzeugt eine Erinnerungsinsel, aus denen sich Rileys Persönlichkeit zusammensetzt: „Familie“, „Ehrlichkeit“, „Eishockey“, „Freundschaft“ und „Quatsch machen“.
Als Riley elf Jahre alt ist, zieht sie mit ihren Eltern aus ihrer Heimat in Minnesota nach San Francisco. Da der Umzugswagen nicht rechtzeitig eintrifft, muss sich die Familie provisorisch einrichten. Freude versucht, die angespannte Situation ins Positive zu retten, jedoch gerät die Lage an Rileys erstem Tag in der neuen Schule außer Kontrolle. Während sich Riley vorstellen soll, berührt Kummer die aktuelle Erinnerung, woraufhin sich diese blau färbt, sodass Riley in Tränen ausbricht. Es entsteht eine blaue Kernerinnerung, die Freude über die Rohrpost entsorgen will; dabei werden aber auch Freude und Kummer mitsamt allen Kernerinnerungen in das Labyrinth des Langzeitgedächtnisses befördert.
Freude und Kummer müssen so schnell wie möglich in die Zentrale zurück, da Riley die beiden Emotionen nun nicht empfinden kann und da ohne die Kernerinnerungen die Persönlichkeitsinseln nicht nur stillstehen, sondern bei Anregung einstürzen. Auf ihrer Reise treffen sie auf Bing Bong, Rileys Fantasiefreund aus Kleinkindtagen. Er schlägt vor, den Gedankenzug zu nehmen, da dieser auch an der Kommandozentrale vorbeifährt. Als Riley am Abend einschläft, bleibt der Zug auf halber Strecke stehen. Um Riley zum Aufwachen zu bewegen, begeben sie sich in die Traumstudios, die gerade Rileys katastrophalen ersten Schultag drehen. Sie platzen in die Aufnahme und verursachen ein Chaos. Sicherheitskräfte verhaften Bing Bong und bringen ihn als Unruhestifter in das Unterbewusstsein. Bei seiner Befreiung locken Freude und Kummer den überlebensgroßen Kindergeburtstags-Clown Jangles in das Filmstudio, wodurch Riley einen Albtraum hat und davon erwacht.
In der Kommandozentrale beraten die verbleibenden Emotionen, wie es weitergehen soll. Drei der fünf Persönlichkeitsinseln sind bereits abgestürzt. Wut schlägt vor, wegzulaufen und in Minnesota neue positive Erlebnisse zu sammeln. Er lässt Riley den Plan umsetzen und bringt damit die letzten verbleibenden Persönlichkeitsinseln, die Familien- und die Ehrlichkeitsinsel, ins Wanken. Als letztere abstürzt, reißt sie die Gleise des Gedankenzugs mit sich, wodurch Freude, Kummer und Bing Bong wieder im Langzeitgedächtnis landen. Freude versucht, über die Rohrpost zurückzukehren, allerdings wird diese von Teilen der zusammenstürzenden Ehrlichkeitsinsel getroffen. Freude und Bing Bong fallen in den Abgrund, in dem vergessene Erinnerungen entsorgt werden, und es gibt keinen Weg nach oben.
Freude erinnert sich jedoch, dass zuvor Bing Bongs Raketenwagen entsorgt wurde. Da der Wagen mit Freude und Bing Bong an Bord zu schwer ist, um den Aufstieg zu meistern, opfert Bing Bong sich und verschwindet endgültig aus Rileys Erinnerung, während Freude ihren Weg zur Schaltzentrale fortsetzen kann. Freude findet Kummer und sie können schließlich mit dem Trampolin der Familieninsel wieder in die inzwischen reichlich ramponierte Kommandozentrale zurückkehren. Während der Reise ist Freude klar geworden, dass Kummers Aufgabe unter anderem darin besteht, Bindungen zu stärken, darum überlässt sie ihr nun das Schaltpult. So gelangt Riley, die inzwischen im Bus nach Minnesota sitzt, im letzten Moment zur Einsicht. Sie läuft nach Hause, wo sie ihren Eltern von ihrem Heimweh erzählt und daraufhin getröstet wird. Durch das Zusammenspiel von Kummer und Freude entsteht eine neue Kernerinnerung, die halb gelb und halb blau ist.
Nach der überstandenen Krise erhält die Zentrale der nun 12-jährigen Riley ein neues, erweitertes Schaltpult. Es sind komplexere Persönlichkeitsinseln entstanden, die von mehrfarbigen Kernerinnerungen angetrieben werden.
Während Freude Zuversicht versprüht, dass nun nichts mehr schiefgehen kann, gerät eine zuvor nicht vorhandene rote Warnleuchte auf der Schalttafel kurz ins Blickfeld. Sie trägt die Aufschrift „Pubertät!“.
Riley begegnet derweil beim Eishockeyspiel einem gleichaltrigen Jungen.

## Produktion

### Filmstab

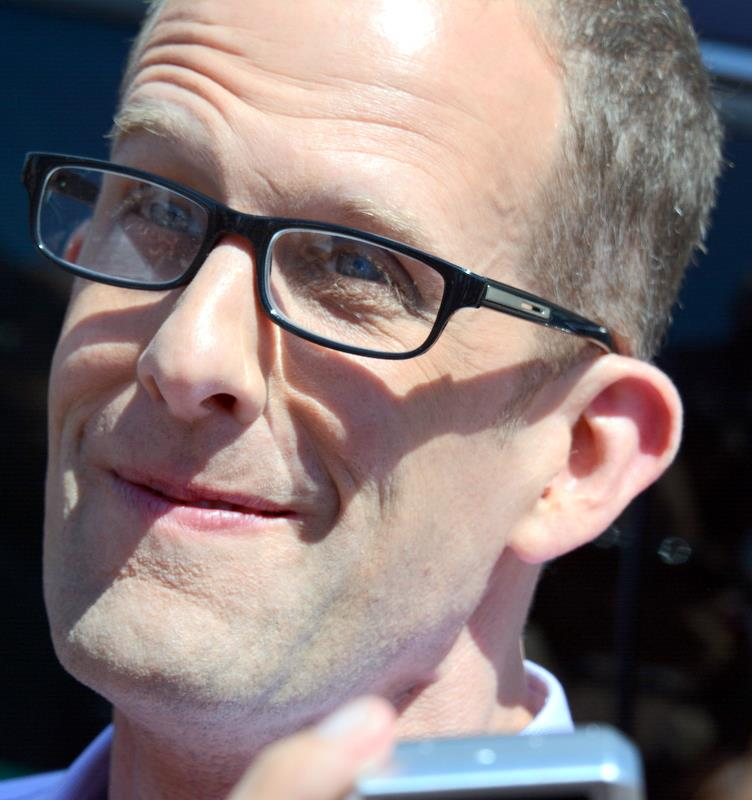
Pete Docter bei der Premiere des Films im Mai 2015 in Cannes

Regie führten Pete Docter und Ronaldo del Carmen. Gemeinsam mit Meg LeFauve und Josh Cooley schrieb Docter auch das Drehbuch. Ihnen stand Dacher Keltner, ein Experte auf dem Gebiet der Emotionsforschung, beratend zur Seite. Keltner lieferte die wissenschaftlichen Grundlagen und Erklärungen der Emotionen.

### Synchronisation
Der Schauspieler Kyle MacLachlan wurde im Original als Stimme von Rileys Vater verpflichtet. Der aus der Muppetshow und Sesamstraße bekannte Puppenspieler Frank Oz übernahm die Sprecherrolle von Dave, sein Kollege Dave Goelz aus der Muppetshow sprach seinen Filmpartner Frank, South-Park-Schreiber Bill Hader konnte als Synchronsprecher von Angst gewonnen werden, der mehrfache Grammy-Gewinner Lewis Black sprach Wut, und Mindy Kaling, die Protagonistin aus der Serie The Mindy Project, übernahm die Rolle von Ekel. Der Red-Hot-Chili-Peppers-Bassist Flea sprach den Cop Jake. Der im Film A Serious Man an Schizophrenie leidende Arthur-Darsteller Richard Kind lieh Bing Bong seine Stimme.
Im Deutschen wurden unter anderem Hans-Joachim Heist (bekannt als Darsteller des Cholerikers Gernot Hassknecht in der heute-show) als Wut und Michael Haubold (als Olaf Schubert ebenfalls aus der heute-show bekannt) als Angst sowie Matthias Roll und Philipp Laude vom ehemaligen Comedytrio Y-Titty in zwei Nebenrollen verpflichtet.
Axel Malzacher war in Deutschland für Dialogbuch und -regie der Synchronisation verantwortlich, die bei der FFS Film- und Fernseh-Synchron GmbH stattfand.
| Rollenname                     | Sprecher im Original | Deutscher Sprecher     |
| ------------------------------ | -------------------- | ---------------------- |
| Freude (Joy)                   | Amy Poehler          | Nana Spier             |
| Kummer (Sadness)               | Phyllis Smith        | Philine Peters-Arnolds |
| Angst (Fear)                   | Bill Hader           | Olaf Schubert          |
| Wut (Anger)                    | Lewis Black          | Hans-Joachim Heist     |
| Ekel (Disgust)                 | Mindy Kaling         | Tanya Kahana           |
| Riley                          | Kaitlyn Dias         | Vivien Gilbert         |
| Mom                            | Diane Lane           | Bettina Zimmermann     |
| Dad                            | Kyle MacLachlan      | Kai Wiesinger          |
| Bing Bong                      | Richard Kind         | Michael Pan            |
| Löscharbeiterin Paula          | Paula Poundstone     | Almut Zydra            |
| Löscharbeiter Bobby            | Bobby Moynihan       | Hans Hohlbein          |
| Traum-Regisseurin              | Paula Pell           | Katja von Garnier      |
| Moms Wut                       | Paula Pell           | Franziska Pigulla      |
| Moms Kummer                    | Lori Alan            | Martina Treger         |
| Moms Freude                    | Sherry Lynn          | Ilka Teichmüller       |
| Moms Ekel                      | Sherry Lynn          | Katrin Zimmermann      |
| Moms Angst                     | Laraine Newman       | Marion Musiol          |
| Dads Wut                       | Pete Docter          | Lutz Schnell           |
| Dads Angst                     | Carlos Alazraqui     | Axel Malzacher         |
| Unterbewusstseinswächter Frank | Dave Goelz           | Dietmar Bär            |
| Unterbewusstseinswächter Dave  | Frank Oz             | Klaus J. Behrendt      |
| Jangles                        | Josh Cooley          | Hans-Eckart Eckhardt   |
| Löscharbeiter Cop Jake         | Flea                 | Dirc Simpson           |
| Fritz                          | John Ratzenberger    | Jürgen Heinrich        |
| Hubschrauberpilot              | Carlos Alazraqui     | Claudio Maniscalco     |
| Clowns Freude                  | Peter Sagal          | Tobias Lelle           |
| Emotionen des coolen Mädchens  | Rashida Jones        | Maria Sumner           |
| Alptraumratte                  |                      | Matthias Roll          |
| Rileys Traumjunge              | Nick Pitera          | Philipp Laude          |

### Musik
Die Musik für den Film komponierte Michael Giacchino, der für Pixar zuvor schon die Musik für Die Unglaublichen – The Incredibles, Ratatouille, Oben und Cars 2 komponiert hatte. Walt Disney Records veröffentlichte den Soundtrack am 16. Juni 2015.
Die Gesamtlänge des Soundtracks beträgt 58:43 min.
1. Bundle of Joy – 2:48
2. Team Building – 2:18
3. Nomanisone Island/National Movers – 4:20
4. Overcoming Sadness – 0:51
5. Free Skating – 0:59
6. First Day of School – 2:02
7. Riled Up – 1:02
8. Goofball No Longer – 1:11
9. Memory Lanes – 1:22
10. The Forgetters – 0:50
11. Chasing the Pink Elephant – 1:55
12. Abstract Thought – 1:47
13. Imagination Land – 1:25
14. Down in the Dumps – 1:47
15. Dream Productions – 1:43
16. Dream a Little Nightmare – 1:50
17. The Subconscious Basemen – 2:01
18. Escaping the Subconscious – 2:09
19. We Can Still Stop Her – 2:54
20. Tears of Joy – 2:39
21. Rainbow Flyer – 2:58
22. Chasing Down Sadness – 1:45
23. Joy Turns to Sadness/A Growing Personality – 7:49
24. The Joy of Credits – 8:18

## Rezeption

### Einspielergebnis
Eine Woche nach dem Start von Jurassic World landete Alles steht Kopf auf Platz 2 der US-Kinocharts. Damit ist es der erste Pixar-Film, der nicht auf Platz 1 startete. Mit einem Einspielergebnis von mindestens 91 Mio. US-Dollar am Startwochenende war es jedoch der zweitbeste Start eines Pixar-Films überhaupt nach Toy Story 3, der mit 110 Mio. US-Dollar angelaufen war. In der zweiten Woche konnte Alles steht Kopf knapp Jurassic World ablösen und lag mit 83,3 Mio. US-Dollar in der zweiten und 50,4 Mio. US-Dollar in der dritten Woche bei den US-Ticketverkäufen auf Platz 1. Mittlerweile hat der Film weltweit bereits 857,6 Mio. US-Dollar eingespielt und steht damit in der Liste der erfolgreichsten Filme auf Platz 91 (Stand: 19. April 2025).
In deutschen Kinos wurden ca. 3,5 Millionen Besucher gezählt.

### Kritiken
Bei Rotten Tomatoes bewerteten 98 Prozent der insgesamt 382 Kritiker den Film positiv, wobei er eine durchschnittliche Bewertung von 8,9 der möglichen 10 Punkte erhielt.
David Rams von movienerd.de sagt über den Film: „Minute um Minute reißt sich das Animationsstudio vom ‚Gimmickgedanken‘ frei und tut das, was die ‚anderen‘ eben oftmals nicht so gut können: zeitlose Geschichten mit unglaublicher Kreativität und wundervollen Charakteren erzählen. […] Alles steht Kopf aka Inside Out ist der beste Pixar-Film seit Toy Story 3 und reiht sich definitiv zu den besten Produktionen ein, die das kalifornische Animationsstudio jemals hervorgebracht hat.“ Von der Deutschen Film- und Medienbewertung wurde Alles steht Kopf mit dem Prädikat besonders wertvoll versehen. In der Begründung heißt es: „Am Ende steht die Erkenntnis, dass alle Gefühle – auch die vermeintlich negativen – ihre Daseinsberechtigung und ihre Zeit haben und dass Kummer ein wichtiger Bestandteil des Lebens ist. Wie unterhaltsam, leicht, fantasievoll und dennoch zutiefst klug Alles steht Kopf diese Einsicht in unsere Gefühlswelt auf den Punkt bringt, macht ihn zu einer absoluten Ausnahmeerscheinung im Family Entertainment bzw. Animationsfilm – und damit zu einem Werk, das möglicherweise Maßstäbe für die Zukunft setzen wird.“
Moviejones urteilt: „Pixar ist mit Alles steht Kopf ein warmherziger Eintrag in ihre Filmographie gelungen, wenn es auch nicht der beste ist.“

### Auszeichnungen
Im Rahmen der Critics’ Choice Movie Awards im Januar 2016 wurde Alles steht Kopf als Bester animierter Spielfilm und als Beste Komödie nominiert. Zudem erhielten Docter, LeFauve und Cooley eine Nominierung für das Beste Originaldrehbuch. Die Boston Society of Film Critics zeichnete Alles steht Kopf 2015 gemeinsam mit dem Film Anomalisa als Besten animierten Film aus. Im Rahmen der Golden Globe Awards 2016 wurde der Film als Bester Animationsfilm ausgezeichnet. Im Rahmen der 66. Eddie Awards wurde der Film am 4. Januar 2016 von der Vereinigung der American Cinema Editors in der Kategorie Bester Filmschnitt – Animationsfilm nominiert. Der US-Produzentenverband Producers Guild of America nominierte die Produzenten des Films am 5. Januar 2016 für den Darryl F. Zanuck Award for Outstanding Producer of Theatrical Motion Pictures. Im Rahmen der Oscarverleihung 2016 wurde Alles steht Kopf als Bester animierter Spielfilm ausgezeichnet und befand sich unter den Nominierten in der Kategorie Bestes Originaldrehbuch. Im Rahmen der British Academy Film Awards wurde der Film am 14. Februar als Bester Animationsfilm ausgezeichnet. Am 21. Februar 2016 wurde Alles steht Kopf im Rahmen der Satellite Awards 2015 als Bester Animationsfilm ausgezeichnet. Zudem hatte der Film Nominierungen in den Kategorien Bestes Originaldrehbuch und Bester Tonschnitt und Michael Giacchino in der Kategorie Beste Filmmusik erhalten.
2016 belegte Alles steht Kopf bei einer Umfrage der BBC zu den 100 bedeutendsten Filmen des 21. Jahrhunderts den 41. Platz.

## Fortsetzung
Am 15. September 2022 wurde auf der D23-Expo bekannt gegeben, dass im Sommer 2024 eine Fortsetzung zu Alles steht Kopf folgen sollte. Dabei wurde auch angekündigt, dass Kelsey Mann Regie führen, Meg LeFauve das Drehbuch schreiben und Amy Poehler erneut als Freude (Joy) zu hören sein würde.
Alles steht Kopf 2 kam schließlich am 13. Juni 2024 in die deutschen Kinos.